# 斯科奇敦 (紐約州)
斯科奇敦（英語：Scotchtown）是位於美國紐約州奧蘭治縣的普查規定居民點。

## 人口
根據2020年美國人口普查的數據，斯科奇敦的面積為12.56平方千米，當中陸地面積為12.53平方千米，而水域面積為0.03平方千米。當地共有人口10578人，而人口密度為每平方千米842.2人。